# Új Kelet
Új Kelet (Pronúncia: [uːj ˡkɛlɛt]; hongarès: "Nou Est") és una publicació jueva de caràcter sionista en hongarès, publicada per primer cop a Kolozsvár (avui Cluj-Napoca), a Transsilvània (Romania), i que més tard va ser rellançada en forma de diari israelià a la ciutat de Tel-Aviv.

## Història
La seva primera encarnació va ser en forma de setmanari, a partir del 19 de desembre de 1918. El director n'era Chajim Weiszburg. Va esdevenir una publicació diària el 1920. El seu editor era Béla Székely, succeït el 1919 per Ernõ Márton. A partir de 1927 fins al final de la seva etapa transilvana, l'editor va passar a ser Ferenc Jámbor. Després de l'annexió hongaresa de Cluj l'any 1940, el règim de Miklós Horthy va prohibir el diari a causa de la seva línia ideològica sionista. Márton va emigrar a Palestina (entesa com a Eretz Israel) després de la Segona Guerra Mundial, i l'any 1948 va començar a ser publicat a Tel-Aviv. Entre els escriptors que han col·laborat amb el diari hi trobem Alexander Sauber, Rudolf Kastner, Yossef Lapid, Ephraim Kishon o Otto Rappaport. En un dels seus articles, Kastner criticà la política del Regne Unit ("la Pèrfida Albió", com l'anomenà) de no donar asil als jueus durant l'Holocaust,